# Libyella cyrenaica
Libyella cyrenaica är en gräsart som först beskrevs av Ernest Armand Durand och Jean François Gustave Barratte, och fick sitt nu gällande namn av Renato Pampanini. Libyella cyrenaica ingår i släktet Libyella och familjen gräs. Inga underarter finns listade i Catalogue of Life.